# Молли Пикон
Молли Пикон (англ. Molly Picon, идиш מאָלי פּיקאָן‎, урождённая Малка Опекун (англ. Małka Opiekun), 28 февраля 1898 — 5 апреля 1992) — американская актриса, номинантка на премии «Золотой глобус» и «Тони».

## Биография
Родилась в Нью-Йорке в семье еврейских иммигрантов из Польши. Её актёрские выступления начались в возрасте шести лет с участия в театральных постановках на идише. Профессиональный дебют Пикон состоялся в 1912 году на сцене театра "Арч-стрит" в Нью-Йорке, и за последующие семь лет она добилась значительного успеха и признания, выступая на сценах театрального еврейского квартала. В кино актриса дебютировала в 1921 году, сыграв небольшую роль в австрийском немом фильме. В дальнейшем она снялась ещё в нескольких кинокартинах на идише, производства Австрии и Польши, в том числе в классическом фильме "Идл митн фидл".
В 1940 году Пикон дебютировала на Бродвее, где продолжала периодически появляться в ярких ролях до 1977 года. В 1962 году за роль в мюзикле «Молоко и мёд» она была номинирована на премию «Тони». Начиная с конца 1950-х годов актриса стала работать на телевидении, где у неё были роли в сериалах «Машина 54, где вы?», «Доктор Килдэр», «Факты из жизни» и «Вегас». Она продолжила появляться и на большом экране, снявшись комедии «Приди и протруби в свой рог» (1964), за которую была номинирована на «Золотой глобус», в драме «Скрипач на крыше» (1971) и комедии «Всё ради Пита» (1974) с Барброй Стрейзанд в главной роли. Последние свои роли она сыграла в малоуспешной фарсовой комедии «Гонки «Пушечное ядро»» (1981) и его продолжении а 1984 году.
В 1919 году Пикон вышла замуж за актёра Джейкоба Калича, с которым была вместе до его смерти от рака в 1975 году. Актриса умерла в городе Ланкастер, штат Пенсильвания, от болезни Альцгеймера в апреле 1992 года в возрасте 94 лет. Она была похоронена в Нью-Йорке на кладбище Маунт-Хеброн рядом с мужем. Многие костюмы, в которых она играла на театральной сцене, выставлены в Национальном музее истории еврейского народа в США в Филадельфии.